# Bruno von Schauenburg

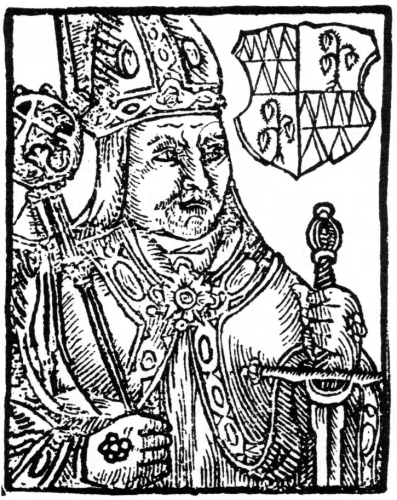
Bruno von Schauenburg

Bruno von Schauenburg (auch: Bruno von Olmütz, Bruno von Schaumburg; tschechisch Bruno ze Schauenburku; * um 1205 vermutlich auf Burg Schaumburg; † 17. Februar 1281) war Bischof von Olmütz sowie Berater und Diplomat des böhmischen Königs Přemysl Ottokar II. 1262–1269 bekleidete er das Amt des Marschalls und königlichen Stellvertreters in der Herzogtum Steiermark.

## Herkunft und Werdegang
Bruno entstammte der Adelsfamilie der Grafen von Schauenburg und Holstein. Seine Eltern waren Adolf von Schauenburg und Holstein und Adelheid von Querfurt. Bruno war seit 1229 Propst von Lübeck, seit 1236 Dompropst von Hamburg und seit 1238 Dompropst von Magdeburg. Da bei der Magdeburger Propstwahl Brunos Gegenkandidat verletzt und Bruno dafür verantwortlich gemacht wurde, exkommunizierte ihn der Magdeburger Erzbischof Wilbrand von Käfernburg.
Wegen seiner Verdienste um die Vorbereitung des Lyoner Konzils begnadigte Papst Innozenz IV. Bruno und ernannte ihn gleichzeitig zum päpstlichen Kaplan.

### Bischof von Olmütz
Nachdem es dem Papst gelungen war, den amtierenden Olmützer Bischof Konrad von Friedberg zu suspendieren und auch den Elekten Wilhelm zum Verzicht auf das Olmützer Bistum zu bewegen, ernannte er am 20. September 1245 seinen Hofkaplan Bruno von Schauenburg zum neuen Bischof von Olmütz. Das Bischofswahlrecht des Domkapitels wurde nicht beachtet. König Wenzel I. widersetzte sich der päpstlichen Ernennung, da er den vom Mainzer Erzbischof ernannten Konrad von Friedberg unterstützte. Erst 1247 gestattete der König Bruno von Schauenburg, die Diözese Olmütz zu betreten. Die Bischofsweihe erfolgte in der zweiten Jahreshälfte 1247. 1248 gewann Bruno das Vertrauen des Königs, indem er sich beim Aufstand des Königssohnes Přemysl Ottokar II. auf die Seite König Wenzels stellte.
Als Bischof erneuerte er das Amt der sechs Archidiakone für die Diakonate Olmütz, Brünn, Znaim, Prerau, Lundenburg und Spitinau und errichtete zusätzlich das Archidiakonat Opava (Troppau). Die Archidiakone besaßen das Visitationsrecht und verschiedene rechtliche Kompetenzen. Bruno reformierte die Diözesanverwaltung und stiftete 1253 vier Domkanonikate, für die er die eheliche Abstammung, ein Mindestalter von 22 Jahren sowie eine höhere Bildung verlangte. Das von ihm ebenfalls gestiftete Amt des Scholasters übertrug er seinem Notar Konrad. Seit 1253 veranstaltete er jährliche Diözesansynoden, mit denen das Synodalgericht verbunden war. 1258 ernannte er Meister Heidenreich zum ersten Offizial. Generalvikar wurde Weihbischof Heinrich Fleming. Die Lehensordnung für die Bistumsgüter wurde nach Magdeburger Vorbild reformiert und ein Lehensgericht errichtet, das in Kroměříž (Kremsier) tagte.
Während Brunos Amtszeit entstand ab 1251 das Zisterzienser-Kloster Žďár. In der bischöflichen Residenzstadt Kremsier gründete er um 1260 die St.-Mauritius-Kirche sowie das zugehörige Kollegiatkapitel und ein Jahr später das Zisterzienserkloster Smilheim in Wisowitz. Der Olmützer Dom wurde nach einem Brand von 1266 auf den ehemaligen Grundmauern als dreischiffiger frühgotischer Bau errichtet.
Auch als Kolonisator erwarb sich Bruno Verdienste. Entlang der mährischen Grenze zu Polen und Ungarn entstanden etwa 200 neue Dörfer und sechs Städte, die mit Bewohnern des mährischen Binnenlandes und Bewohnern aus  Brunos norddeutscher Heimat besiedelt wurden. Heinrich Spanuth bringt ihn hierbei in Zusammenhang mit dem Rattenfänger von Hameln. Bruno gilt als der Gründer von Braunsberg (Brušperk), und auch die Stadt Braunsberg (Braniewo) in Ostpreußen ist nach ihm benannt. Seiner planvollen kolonisatorischen Tatigkeit verdankten auch viele deutsche Städte und Dörfer im Schönhengstgau und im Kuhländchen ihre Existenz.

### In königlichen Diensten
Wie schon seine Vorgänger Heinrich Zdik und Robert diente auch Bruno von Schauenburg als königlicher Ratgeber. Zur Unterstützung des Deutschen Ritterordens nahm er 1254 und 1267 an den Kreuzzügen Přemysl Ottokars nach Pruzzen teil. Dabei beabsichtigte er, in den eroberten Gebieten Bistümer zu gründen, die einer noch zu errichtenden Kirchenprovinz Olmütz unterstehen sollten. Dieses Ansinnen lehnte Papst Clemens IV. auf Betreiben des Deutschen Ordens 1268 mit der Begründung ab, dass die Metropolitanrechte für Böhmen und Mähren dem Erzbistum Mainz zustünden.
In der Schlacht bei Kressenbrunn zwischen Přemysl Ottokar und dem ungarischen König Béla IV. zeichnete sich Bruno durch besondere Tapferkeit aus. 1261 erwarb er im Friedensvertrag von Wien für Přemysl Ottokar die Steiermark.
Nach dem Tod des steirischen Landeshauptmanns Wok von Rosenberg ernannte König Přemysl Ottokar Bruno von Schauenburg 1262 zu dessen Nachfolger. Als „capitaneus Styrie“ veranlasste er zahlreiche Verwaltungsreformen und richtete weltliche und geistliche Gerichte ein. Gezielt verfolgte er den von Přemysl Ottokar angeordneten Ausbau von Leoben und Bruck an der Mur.
Als Rudolf von Habsburg 1273 im Reich zum König gewählt wurde, ging Přemysl Ottokars Einfluss zurück. Er weigerte sich, die Wahl und den neuen König anzuerkennen. 1274 vertrat Bruno die Interessen Přemysl Ottokars beim Konzil von Lyon, wobei es besonders um Ottokars Anspruch auf die Alpenländer ging.
Dem Rat Brunos, eine friedliche Lösung des Konfliktes mit Rudolf von Habsburg anzustreben, verschloss sich Přemysl Ottokar, so dass es zu einer Entfremdung zwischen ihnen kam. Als Rudolf in Österreich einfiel, trat der Adel in Kärnten, Krain und in der Steiermark zu ihm über. Auch in Böhmen versagte eine starke Adelsopposition Přemysl Ottokar die Unterstützung, so dass er sich zunächst auf Verhandlungen mit Rudolf von Habsburg einließ, die jedoch nicht zum Erfolg führten. Bei der Schlacht auf dem Marchfeld wurde Přemysl Ottokar getötet. Die Macht in Mähren übernahm für die nächsten fünf Jahre Rudolf von Habsburg. Mit der Verwaltung wurde Bruno von Schauenburg beauftragt.
Bruno von Schauenburg starb drei Jahre später. Seine letzte Ruhestätte fand er in der von ihm errichteten St.-Mauritius-Kirche in Kremsier. In seinem Testament bedachte er auch die Olmützer Klöster und Spitäler sowie die Armen.
In Bruck an der Mur wurde der Bruno-von-Olmütz-Weg nach ihm benannt.